# Šušnjari (Brestovac)
Šušnjari su naselje u Republici Hrvatskoj u Požeško-slavonskoj županiji u sastavu općine Brestovac.

## Zemljopis
Šušnjari su smješteni oko 25 km sjeverozapadno od Brestovca, na obrnocima planine Papuk istočno od ceste Kamenska – Voćin.

## Stanovništvo
Prema zadnja tri popisa stanovništva iz 2011., 2001. i 1991. godine Šušnjari nisu imali stanovnika.
| broj stanovnika | 103   | 109   | 105   | 125   | 137   | 171   | 153   | 187   | 19    | 46    | 27    | 8     | 4     |       |       |       | 1     |
|                 | 1857. | 1869. | 1880. | 1890. | 1900. | 1910. | 1921. | 1931. | 1948. | 1953. | 1961. | 1971. | 1981. | 1991. | 2001. | 2011. | 2021. |